# William Gibson Arlington Bonwill

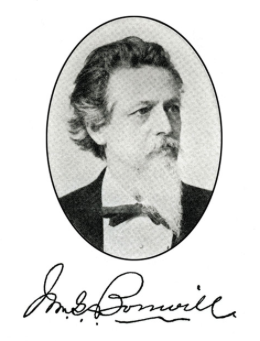
William Gibson Arlington Bonwill

William Gibson Arlington Bonwill (* 4. Oktober 1833 in Camden (Delaware); † 24. September 1899 in Philadelphia, (Pennsylvania)) war ein US-amerikanischer Zahnarzt und Forscher. Das Bonwill-Dreieck ist nach ihm benannt.

## Leben
Bonwill wurde als Sohn von W. M. Bonwill, einem praktischen Arzt, geboren. Er beendete 1866 sein Studium der Zahnmedizin am Pennsylvania College of Dental Surgery und studierte danach Medizin am Jefferson Medical College. Im Oktober 1854 ließ er sich in Dover, Delaware in eigener Praxis nieder. Er praktizierte dort bis 1871 und zog dann nach Philadelphia, Pennsylvania. 1885 wurde er zum Mitglied der American Philosophical Society gewählt. Am 24. September 1899 starb Bonwill im St.-Joseph-Hospital in Philadelphia an einer Sepsis infolge einer Prostataoperation, die eine akute Blasenentzündung und chronische Nephritis verursacht hatte.

## Forschung
Bonwill war zeit seines Lebens mit der Weiterentwicklung der Zahnheilkunde beschäftigt. Bis heute sind die Erkenntnisse dieser zahnärztlichen Forschungen mit seinem Namen verbunden. Zusätzlich machte er Erfindungen auf völlig anderen Gebieten, die ihn unter Fachleuten seiner Zeit berühmt machten, wie beispielsweise Mähdrescher zur Weizenernte, Petroleumlampen, Kessel, Feuerzeuge und vieles mehr. Teilweise ließ er seine Erfindungen patentieren.

### Bonwill-Dreieck

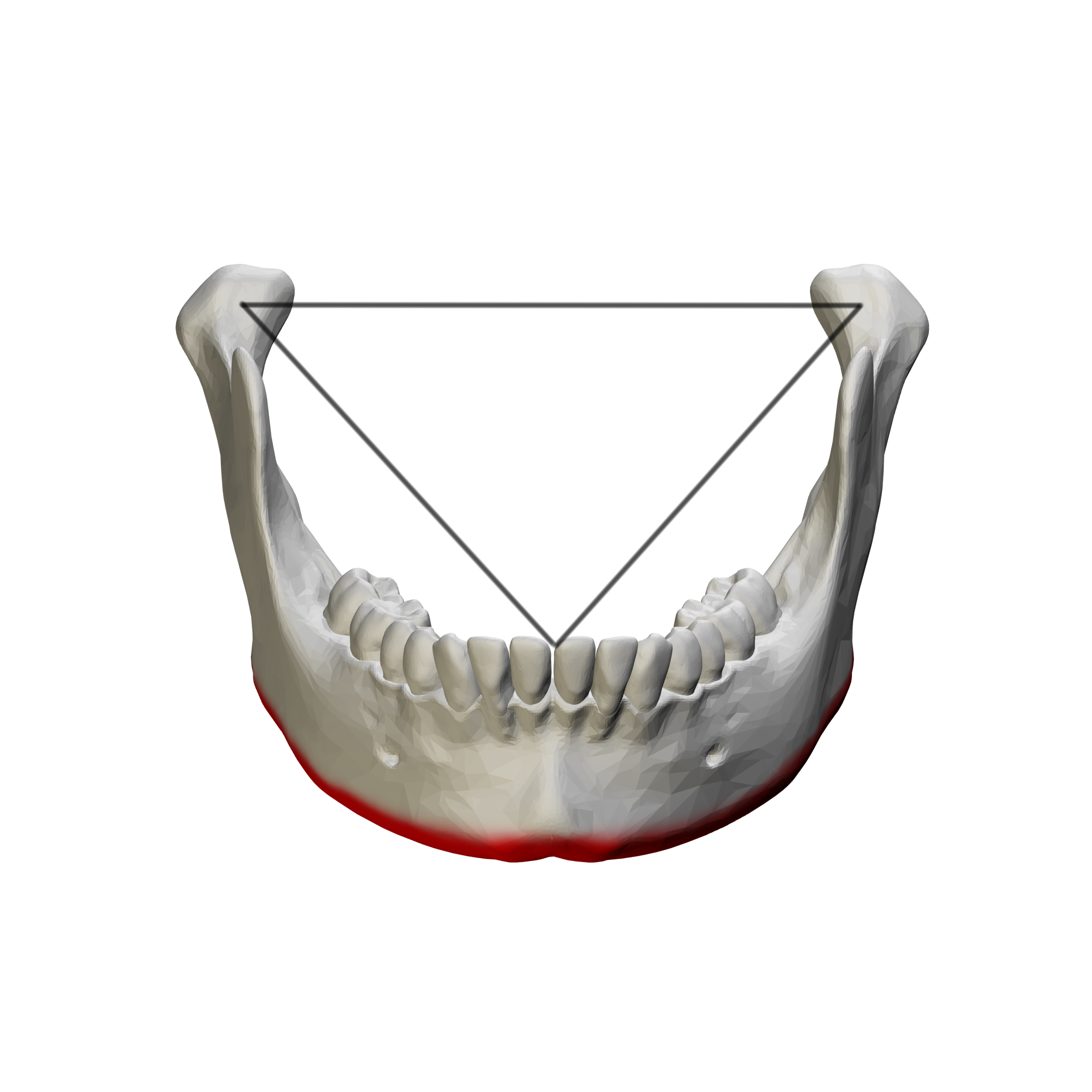
Bonwill-Dreieck des Unterkieferkörpers (Mandibula)

Er untersuchte 4.000 Unterkiefer von Leichen und weitere 6.000 von lebenden Menschen und fand heraus, dass der Abstand zwischen den Kondylen (Gelenkkopf) vier Zoll ist und dem Abstand zwischen jedem Kondylus und dem Kontaktpunkt der beiden unteren mittleren Schneidezähne, dem Inzisalpunkt der Mandibula (Unterkiefer), entspricht. Letzterer wird auch Symphysenpunkt genannt. Diese drei Punkte formen ein gleichseitiges Dreieck, das sich während des gesamten Lebens nicht ändert. Bonwill stellte diese Erkenntnisse im Jahre 1864 während einer Sitzung der Delaware Dental Society der zahnärztlichen Öffentlichkeit vor. Dieses Dreieck ist seitdem als Bonwill-Dreieck (engl.: Bonwill triangle) in die wissenschaftliche Literatur eingegangen. Er schloss ferner aus seinen Erkenntnissen, dass die Abmessungen der Zähne und anderer Schädelknochen und sogar der gesamte Körper in ständigem Bezug zur Länge der Seiten dieses Dreiecks stehen. Er postulierte daraus, dass sobald die Abmessungen eines Zahnes bekannt seien, daraus auf das gesamte Skelett zu schließen sei.

### Bonwill-Artikulator
Nach Vorarbeiten durch Daniel Evans (1840) und als Resultat seiner Kiefervermessungen entwickelte Bonwill 1864 den ersten überdurchschnittlichen Bonwill-Artikulator, ein Gerät zur Simulation der Kiefergelenksbewegungen zur Anfertigung von Zahnersatz. Dazu werden Gipsmodelle der Zahnbögen des Ober- und Unterkiefers in Okklusion in den Artikulator montiert. Bonwill war es, der den Begriff der Artikulation prägte und den älteren Begriff der Okklusion ersetzte. Sein Prinzip wurde in der Folge in fast allen weiterentwickelten Artikulatoren verwendet. Er wird als der Architekt der „balancierten Okklusion“ und des „Dreipunktkontaktes“ bezeichnet.

### Goldhämmerfüllung
Im Jahr 1867 entwickelte er ein elektromagnetisches Hämmerchen, mit dem man Blattgold als Füllungsmaterial eines Zahnes zur Goldhämmerfüllung leichter und schneller verarbeiten konnte, und ließ es 1873 patentieren. Im November 1875 wurde er für diese Arbeiten mit der Elliott Cresson Medal, der höchsten Auszeichnung des Franklin Institute of Philadelphia geehrt. Er erweiterte die Technik zum Kondensieren von Amalgam beim Legen von Amalgamfüllungen.

### Anästhesieverfahren

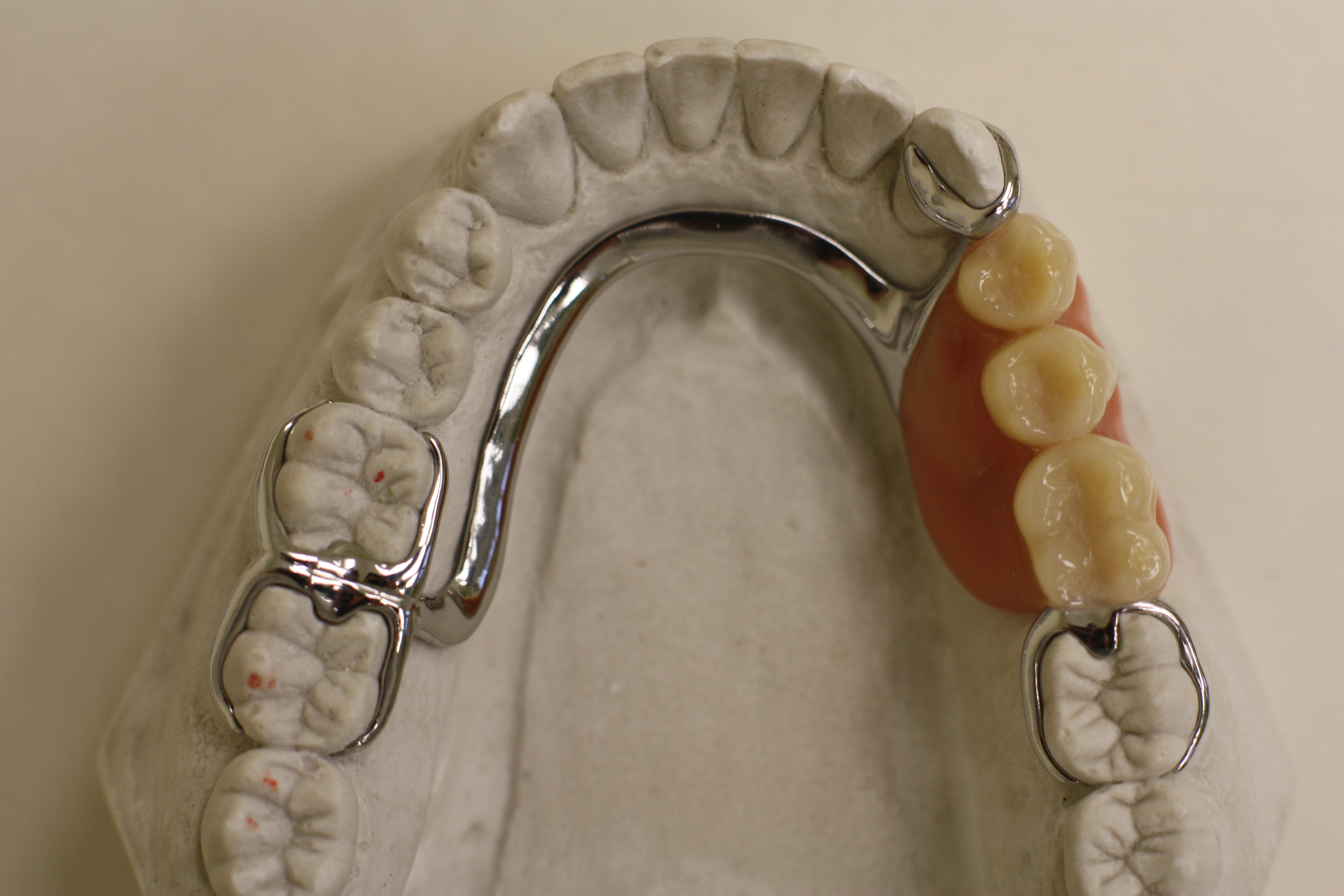
Unterkiefer Teilprothese mit Bonwill-Klammer (links)

Er propagierte ebenso ein Verfahren zur Anästhesie bei kleineren chirurgischen Eingriffen, während der Geburt und bei zahnärztlichen Eingriffen durch eine forcierte Atmung des Patienten (Hyperventilation). Hierzu müsse der Patient 80–100 Atemzüge pro Minute durchführen. Es wurde 1875 unter dem Titel The air an anaestetic (Die Luft ein Anästhetikum) am Franklin Institute vorgestellt.

### Bonwill-Klammer
Bonwill erfand eine nach ihm benannte Klammer zur Befestigung einer Teilprothese an vorhandenen Zähnen. Die Bonwill-Klammer ist eine Auflageklammer – durch Zusammenfassung zweier Doppelarmklammern mit Auflage zu einer Klammer –, die zwei nebeneinanderstehende Zähne umfasst. Der Vorteil der Bonwill-Klammer besteht darin, dass im Gegensatz zu einer einarmigen Klammer keine Kippkräfte auf den Zahn einwirken.

### Bonwill Dental Engine
Sein Erfindergeist führte auch zum Bau einer Fußtretbohrmaschine für zahnärztliche Eingriffe. Im kieferchirurgischen Bereich wurde sie erstmals vom Begründer der Kieferchirurgie in den USA, James Garretson, eingesetzt.